# Astronomical Engineering
Astronomical-Engineering kurz: Astro-Engineering (von englisch astronomical engineering ‚Astrotechnik‘) bedeutet Ingenieurwesen im astronomischen Maßstab oder astronomisches Ingenieurwesen. Die zugrunde liegenden Ingenieurwissenschaften sollen hierbei Operationen mit ganzen astronomischen Objekten wie Planeten, Sternen usw. ermöglichen. Astronomical-Engineering ist ein bekanntes Thema in der Science-Fiction, aber auch ein Gegenstand der neueren wissenschaftlichen Forschung und dem explorativen Ingenieurwesen. In der Kardaschew-Skala können Zivilisationen vom Typ II und Typ III Energie in der erforderlichen Größenordnung nutzbar machen.

## Beispiele

### Erkundungstechnik
- Bernal-Sphäre

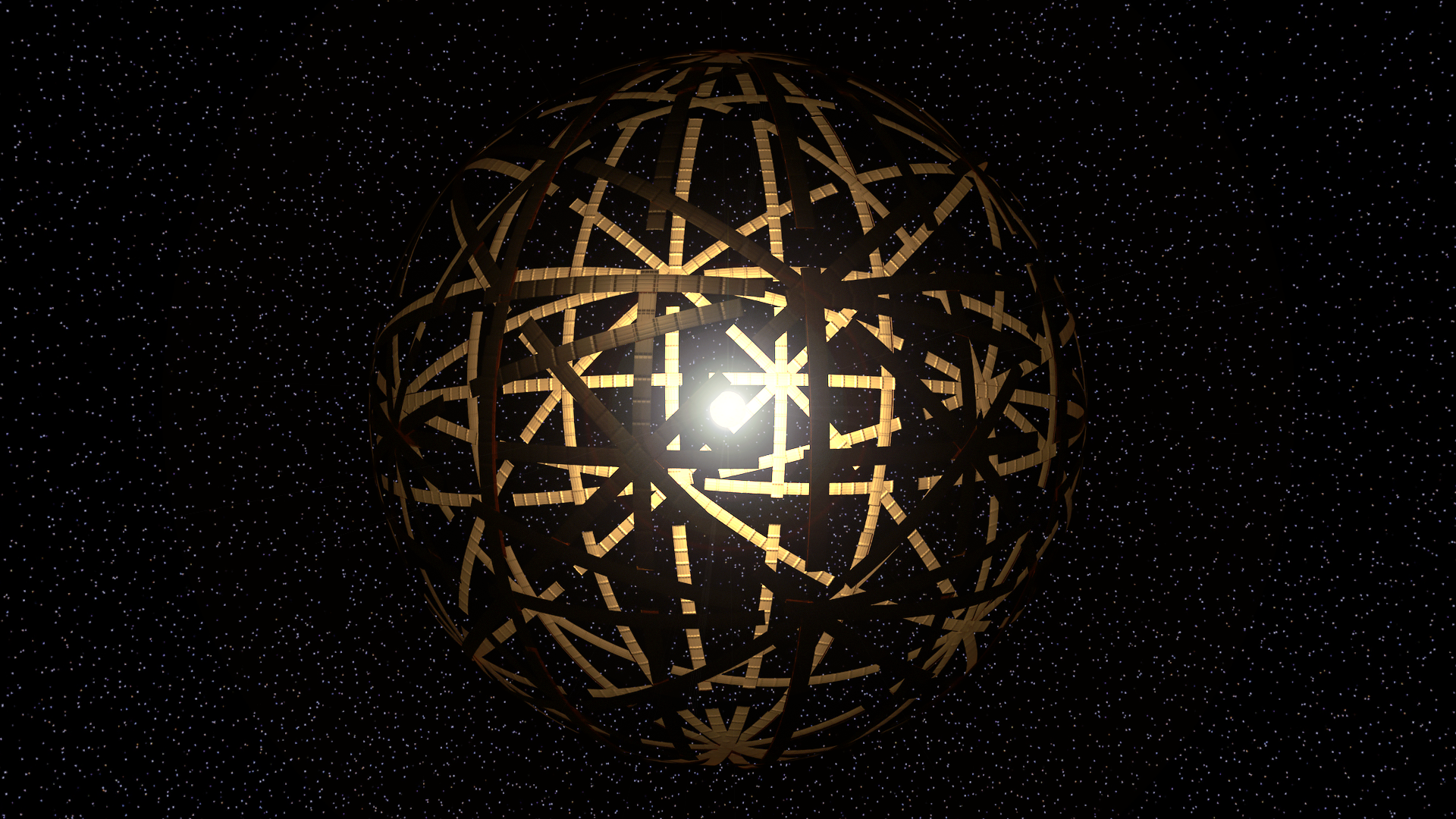
Dyson-Sphäre

- Dyson-Sphären oder Dyson-Schwärme und ähnliche Konstrukte sind hypothetische Megastrukturen, die ursprünglich von Freeman Dyson als ein System von umkreisenden Sonnenenergie-Satelliten beschrieben wurden, die einen Stern vollständig umschließen und den größten Teil oder die gesamte Energieproduktion einfangen sollen.[2]
- Star-Lifting ist ein Prozess, bei dem eine fortgeschrittene Zivilisation einen beträchtlichen Teil der Materie eines Sterns auf kontrollierte Weise für andere Zwecke entfernen könnte.
- Ein Matrjoschka-Gehirn (englisch Matrioshka brain)[4] ist eine von Robert J. Bradbury (1956–2011)[5] vorgeschlagene hypothetische Megastruktur, basierend auf der Dyson-Sphäre, mit immenser Rechenkapazität. Es ist ein Beispiel für ein stellares Triebwerk der Klasse B, das den gesamten Energieausstoß eines Sterns zum Antrieb von Computersystemen nutzt. Dieses Konzept leitet seinen Namen von den ineinander geschachtelten russischen Matrjoschka-Puppen ab. Das Konzept wurde von seinem Erfinder, Robert Bradbury, in der „Anthologie Year Million: Science at the Far Edge of Knowledge“ vorgestellt.[6]
- Stellar-Triebwerke sind eine Klasse von hypothetischen Megastrukturen, die die Strahlung eines Sterns nutzen, um nutzbare Energie zu erzeugen. Das Konzept wurde von Badescu und Cathcart eingeführt.[7] Einige Varianten nutzen diese Energie, um Schub zu erzeugen und damit einen Stern und alles, was ihn umkreist, in eine bestimmte Richtung zu beschleunigen. Die Erschaffung eines solchen Systems würde seine Erbauer zu einer Typ-II-Zivilisation auf der Kardaschew-Skala machen.Schematische Darstellung einer Alderson-Disk

Schematische Darstellung einer Alderson-Disk

- Eine Alderson-Scheibe (englisch Alderson disk)[8] (benannt nach ihrem Erfinder Dan Alderson 1941–1989) ist eine hypothetische künstliche astronomische Megastruktur, eine riesige Scheibe mit einer Dicke von mehreren tausend Meilen. Die Sonne ruht in dem Loch in der Mitte der Scheibe. Der äußere Umfang einer Alderson-Scheibe würde in etwa der Umlaufbahn von Mars oder Jupiter entsprechen.

### Science Fiction
- In der Ringworld-Serie von Larry Niven wird ein Ring von einer Million Meilen Durchmesser um einen Stern gebaut und gedreht (um Schwerkraft zu simulieren), der etwa eine Astronomische Einheit entfernt ist. Der Ring kann als eine funktionale Version einer Dyson-Sphäre mit der inneren Oberfläche von 3 Millionen erdgroßen Planeten betrachtet werden. Da es sich nur um eine partielle Dyson-Sphäre handelt, kann er als eine Konstruktion einer Zivilisation angesehen werden, die zwischen Typ I und Typ II liegt. Sowohl die Dyson-Sphäre als auch die Ringwelt leiden jedoch unter gravitativer Instabilität – der Umgang mit dieser Instabilität angesichts des teilweisen Zusammenbruchs der Ringwelt-Zivilisation ist ein Schwerpunkt der Ringworld-Serie.
- Stephen Baxters Morlock der Zeitschiffe besetzen eine kugelförmige Schale um die Sonne, die den Durchmesser der Erdumlaufbahn hat und sich entlang eines Bandes um die Schwerkraft dreht. Die innere Oberfläche der Schale entlang dieses Bandes wird von Kulturen in vielen niedrigeren Entwicklungsstufen bewohnt, während die Kategorie-II-Morlock-Zivilisation die gesamte Struktur für Energie und Berechnungen nutzt.
- In der Raumschiff Enterprise – Das nächste Jahrhundert Episode Besuch von der alten Enterprise entdeckt die Enterprise eine verlassene Dyson-Sphäre.[9]
- In der Blutsväter-Saga (englisch The Forerunner Saga) der Spieleserie des Halo-Universums werden viele planetengroße künstliche Megastrukturen, wie die Halo-Ringwelten, die beiden Archen und die Schildwelten, die Mikro-Dyson-Sphären waren, geschaffen. Eine der bekanntesten Schöpfungen der Precursor's[10] waren die Star Roads: riesige, unzerstörbare Kabel, die Planeten und Sternensysteme miteinander verbanden.
- In dem Film Elysium wurde ein großflächiges Weltraumhabitat geschaffen, ein sogenannter O'Neill-Zylinder, dessen Innenfläche gegen ein Vakuum versiegelt ist und in dem sich eine künstliche Schwerkraft ausbreitet, das die Erde umkreist und in der Lage ist, dauerhaft Leben zu erhalten.[11]
- In der Corellian-Trilogie (Star Wars Legends-Bücher) wird enthüllt, dass das Corellian-System von einer unbekannten alten Zivilisation konstruiert wurde, die die Centerpoint Station nutzte, um Planeten über interstellare Entfernungen zu transportieren sowie planetare Repulsoren um die Planeten in ihre Bahnen zu manövrieren.
- In Iain Banks’ fiktivem Kultur-Universum ist ein Orbital ein speziell gebautes Weltraumhabitat, das einen Ring bildet, der typischerweise einen Durchmesser von etwa 3 Millionen Kilometer hat. Die Rotation des Rings simuliert sowohl die Schwerkraft als auch einen Tag-Nacht-Zyklus, vergleichbar mit einem planetarischen Körper, der einen Stern umkreist. Eine kleinere Version des Banks’-Orbitals (Habitats) bildet der Bishop-Ring mit einem Radius von ca. 1.000 km und einer Breite von 500 km, was einer Fläche von 3 Millionen km² entspricht.[12][13]
- Die Dyson-Sphäre ist die in der Fiktion am häufigsten dargestellte Variante einer Dyson-Sphäre. Sie besteht als einheitliche feste Hülle aus Materie um den Stern, im Gegensatz zu einem Schwarm von umkreisenden Satelliten. Als Reaktion auf Briefe, die von einigen Zeitungen veranlasst wurden, antwortete Dyson:

„Eine feste Schale oder ein Ring, der einen Stern umgibt, ist mechanisch unmöglich. Die Form der »Biosphäre«, die ich ins Auge gefasst habe, besteht aus einer losen Ansammlung oder einem Schwarm von Objekten, die sich auf unabhängigen Umlaufbahnen um den Stern bewegen.“

Dyson-Sphäre
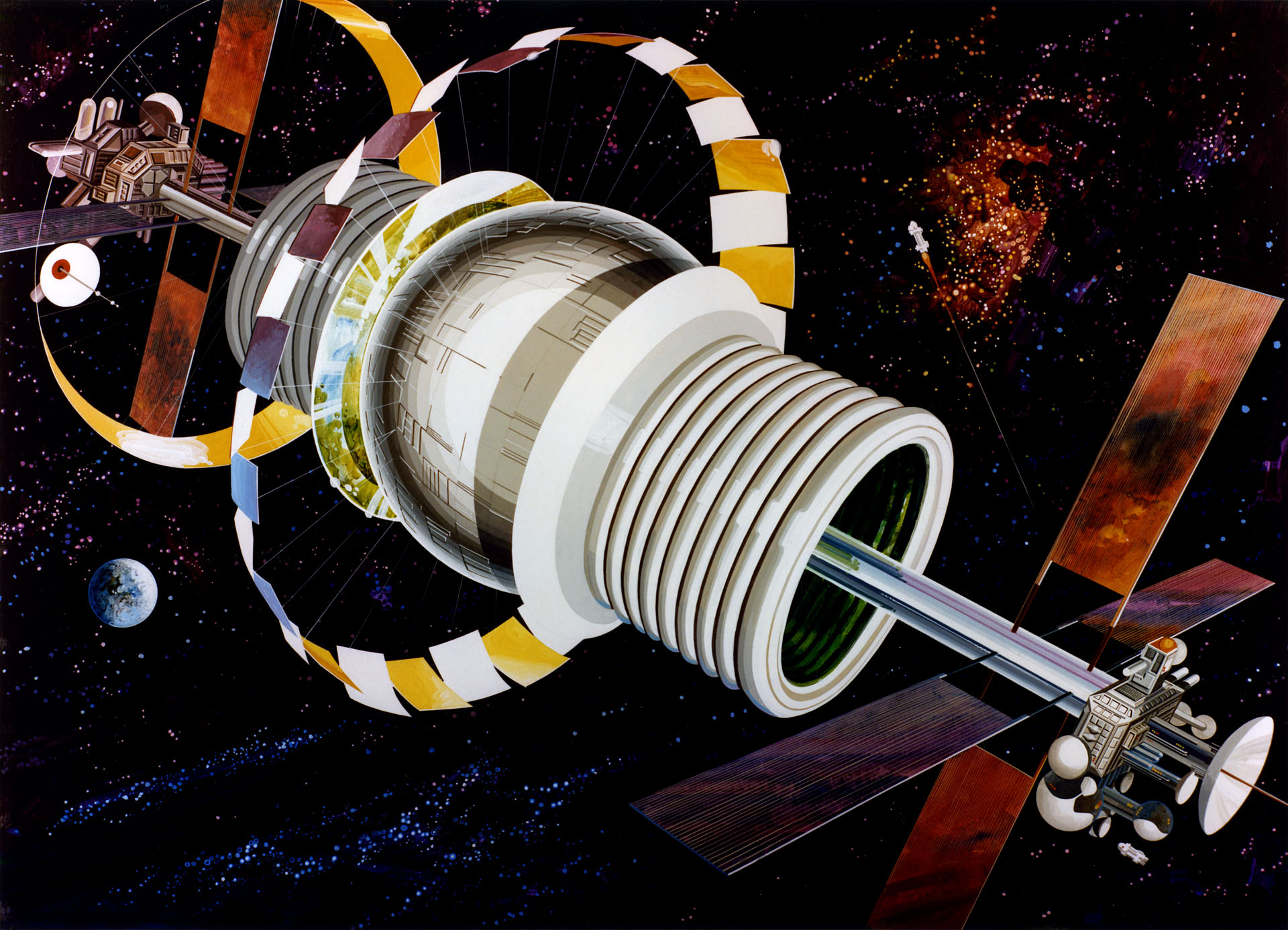
NASA-Entwurf einer Bernal-Sphäre aus den 1970er-Jahren
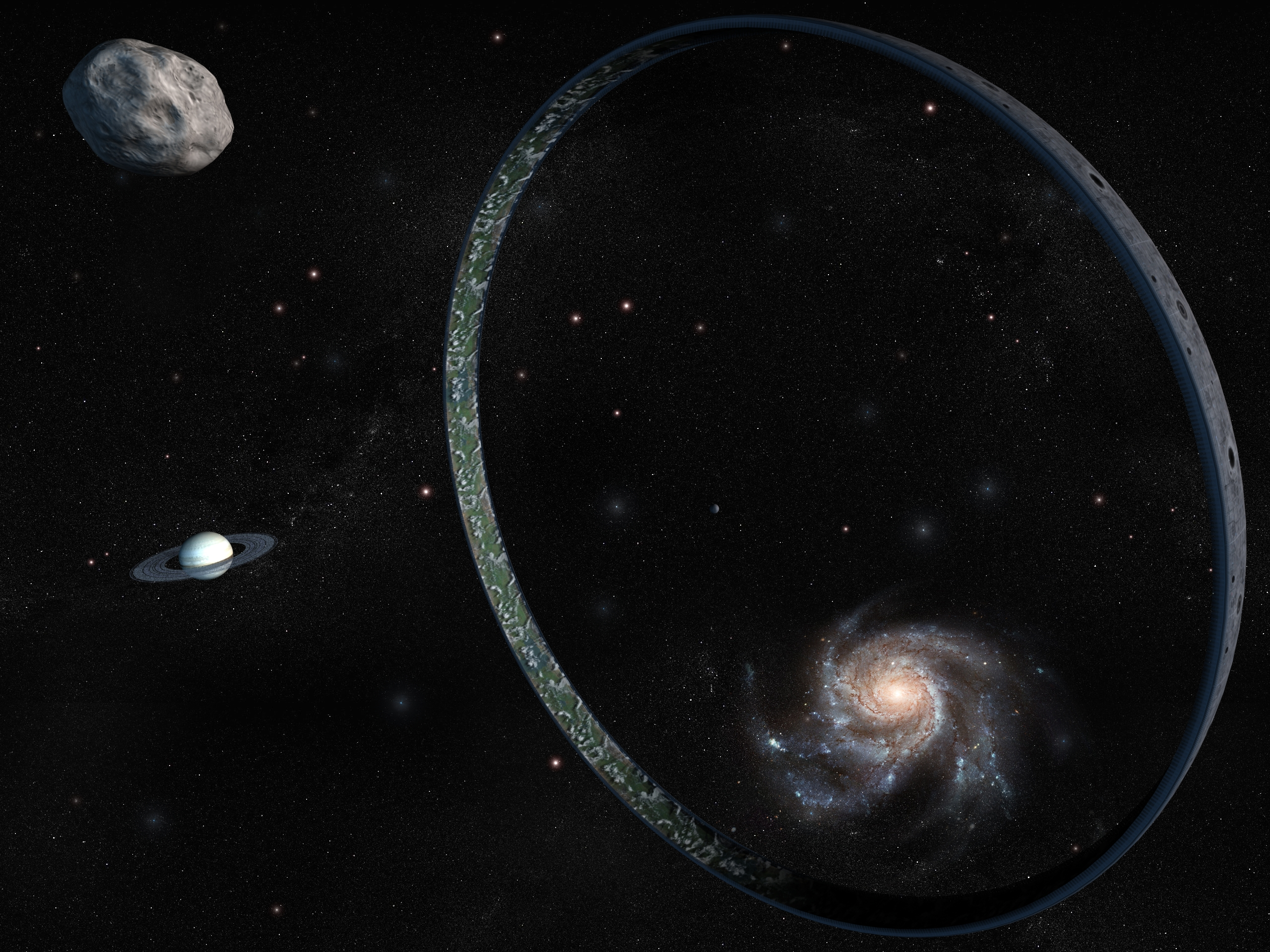
Orbital ohne offensichtliche Nabe
Alderson-Scheibe
Vorgeschlagener Plan für einen orbitalen Ring